# 小行星1791

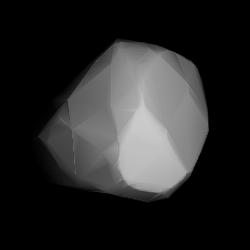

小行星1791（1791 Patsayev）是一颗围绕太阳公转的小行星。1967年9月4日，塔瑪拉·斯米爾諾娃在克里米亚发现了此天体。
該小行星以蘇聯太空人維克托·帕察耶夫命名。
这颗小行星的绝对星等为73.8919218246558等。